# خط ۱ متروی ریو دو ژانیرو

خط ۱ با رنگ نارنجی

خط ۱ متروی ریو دو ژانیرو (انگلیسی: Line 1) یکی از خط‌های متروی ریو دو ژانیرو است که در منطقه جنوبی و توریستی این شهر واقع شده است.
این خط از ژوئن ۱۹۷۰ تا مارس ۱۹۷۹ ساخته شده و که در هنگام افتتاح دارای پنج ایستگاه بوده، خط ۱ هم‌اکنون شامل ۱۹ خط و ۱۶ کیلومتر طول می‌باشد.